# Омарова, Бибижамал
Бибижамал Омарова (1 января 1922, Борисовка, Акмолинский уезд, Акмолинская губерния, Киргизская АССР, РСФСР — 12 июня 1996, Караганда) — шахтёр Караганды, Герой Социалистического Труда (1960).

## Биография
Родилась в 1922 году в селе Борисовка Акмолинской губернии.
Рано потеряла родителей и с братом Бельгибаем в 1927 году приехала в Караганду, где работала на шахте в столовой.
С началом войны, когда многие горняки ушли на фронт, Бибижамал Омарова в возрасте 19 лет спустилась в шахту № 1, где работала откатчицей.
В послевоенные годы работала на шахте № 12-бис (в детальнейшем «Кировская») породовыборщицей, в последующем освоила профессию машиниста подъёма. За многолетний безупречный труд Бибижамал Омарова неоднократно избиралась депутатом городского и районного Советов депутатов. В марте 1960 года Указом Президиума Верховного Совета СССР Бибижамал Омаровой было присвоено звание Героя Социалистического Труда.
В 1977 году вышла на пенсию, но продолжала поддерживать тесные связи с шахтой. Персональный пенсионер союзного значения.
Проживала в Караганде.